# Hipposideros hypophyllus
Hipposideros hypophyllus és una espècie de ratpenat de la família dels hiposidèrids. És endèmic de Karnataka (Índia), on viu a altituds de fins a 570 msnm. El seu hàbitat natural són les coves situades a matollars tropicals secs. Està amenaçat per la mineria il·legal de granit i les activitats que la sostenen. El seu nom específic, hypophyllus, significa 'sota la fulla' en llatí.